# Стейнтон Мозес, Уильям
Уильям Стейнтон Мозес (англ. The Reverend William Stainton Moses, 5 ноября 1839 года, Донингтон, Англия — 5 сентября 1892 года) — английский священник, один из первых проповедников спиритуализма. В 1870 году по окончании Экстетерского колледжа в Оксфорде он был рукоположён в сан епископом Сэмюэлем Уилберфорсом, но два года спустя, посетив спиритические сеансы с участием сначала Лотти Фаулер, а затем Чарльза Уильямса и Д. Д. Хьюма, начал проявлять медиумистские способности, испытал состояние левитации и стал получать «потусторонние» послания посредством автоматического письма. Широкую известность Стэйнтону Мозесу принесли две книги, «Spirit Teachings» и «Spirit Identity», составленные из диалогов с собеседниками, утверждавшими, что являются «духами умерших».
В 1884 году вместе с Эдмундом Роджерсом Стейнтон Мозес основал Лондонский альянс спиритуалистов, а позже создал Колледж психической науки (College of Psychic Studies) и стал одним из организаторов Общества психических исследований (ОПИ).
Автоматические послания приходили к Стейнтону Мозесу практически непрерывно в период с 1872 по 1883 годы. Двадцать три из 24 тетрадей, куда он их записывал, были сохранены Лондонским спиритуалистическим альянсом.

## Биография
Уильям Стейнтон Мозес родился в Донингтоне (графство Линкольншир) 5 ноября 1839 год в семье Уильяма Мозеса, директора школы. Начальное образование он получил в заведении, которым руководил его отец, а продолжил — с частным преподавателем, который, под впечатлением от способностей мальчика, настоял на том, чтобы его направили в частную бедфордскую школу, куда он и поступил в августе 1855 года. Здесь в течение трёх последующих лет он был гордостью преподавателей, отмечавших не только способности к учёбе, но трудолюбие и чувство высокой ответственности. При этом уже в школе он проявлял странности в поведении, в частности, страдал лунатизмом. Однажды в сомнамбулическом состоянии Стейнтон Мозес сошел в гостиную написал эссе по предмету, который напряженно обдумывал весь вечер и вернулся в постель, не просыпаясь. Это сочинение было признано лучшим в классе.
Из Бедфорда, получив превосходные рекомендации, Стейнтон-Мозес направился в 1858 году в Эксетерский колледж в Оксфорде. Здесь он учился столь же блестяще; ему прочили большое будущее. Однако в связи с перенапряжением здоровье Стейнтона Мозеса ухудшилось: вопреки советам преподавателей он отказался от отдыха, в результате чего перед последним экзаменом испытал нервный срыв. После долгой болезни Стейнтон Мозес был отправлен за границу и около года путешествовал по Европе, заехав и в Санкт-Петербург. По возвращении он остановился в греческом монастыре на горе Афон, причём впоследствии «Император» (его дух-наставник) утверждал, что сам направил его туда подсказкой свыше.
В возрасте 23 лет Стейнтон Мозес вернулся в Англию и завершил образование в Оксфорде, получив степень в 1863 году. Врачи посоветовали ему поберечь здоровье и рекомендовали принять приход в уединенном местечке Моголде, неподалёку от Рэмзи на острове Мэн, где тут же взвалил на себя всю работу в приходе. Во время пребывания здесь Стейнтона Мозеса на острове разразилась эпидемия оспы, и в отсутствии врачей последний исполнял обязанности единственного здесь медика, священника, а в некоторых случаях и гробокопателя (поскольку ужас населения перед болезнью был таким, что невозможно было найти добровольцев). Когда Стейнтону Мозесу пришло время покинуть приход, прихожане собрали несколько сотен подписей, умоляя его остаться. Примерно в это время он начал литературную деятельность, сотрудничая с журналами «Панч» и «Сэтердей Ревью».
Весной 1868 года Стейнтон Мозес стал куратором церкви св. Георгия в Дугласе на острове Мэн, где проработал год, после чего был переведен сначала в Дорсетшир, затем в Солсбери. Здесь у него развилась болезнь горла, сделавшая невозможной публичные выступления. По совету врачей он оставил службу в приходе и переехал на лечение в Лондон, надеясь заняться здесь педагогической деятельностью. Врачом Стейнтона Мозеса стал давний знакомый (по приходу на о-ве Мэн) Стенхоум Т. Спиэр, который поселил пациента в собственном доме, попросив дать частные уроки сыну. Так было положено начало дружбе Стейнтона Мозеса с семейством Спиэров, которая длилась всю их жизнь.
В 1871 году он получил должность преподавателя английского языка в лондонской школе при Университетском колледже, где работал до 1889 года.

### Знакомство со спиритуализмом
Первое знакомство со спиритуализмом состоялось для Стейнтона-Мозеса в 1870 году, во время пребывания в доме Спиэров, где он проводил долгие часы в дружеских спорах с хозяином дома, закоренелым материалистом, тем не менее, находившегося под власти идеи о возможности бессмертия человека. Миссис Спиэр прочла книгу Дэйла Оуэна «The Debatable Land», которую порекомендовала гостю. Стейнтон Мозес, в то время считавший всё происходившее на сеансах фокусничеством, прочёл книгу, заинтересовался предметом и пообещал собрать необходимую информацию. С этого и начался его опыт практического спиритуализма, который продолжался более двадцати лет. Все это время он прочитывал все, что так или иначе касалось спиритуализма, но не утратил интереса и к религии. О том, насколько ожесточенной была в нём внутренняя борьба между двумя влияниями, можно судить по книге «Spirit Teachings». Удостоверившись в реальности всего, что с ним происходило и поверив в искренность «духов-наставников», он стал убежденным спиритуалистом.
Под влиянием миссис Спиэр Стейнтон Мозес 2 апреля 1872 года посетил свой первый спиритический сеанс — с участием медиума Лотти Фаулер. Вскоре у него начали развиваться и собственные медиумистские способности (о чем подробно впоследствии рассказала миссис Спиэр в книге «Records»). В течение следующих полугода взгляды Мозеса коренным образом изменились: он признал способность «бестелесного духа» вступать в контакт с миром живых и разочаровался в ортодоксальной церковной догме, хоть и сохранял до конца жизни интерес к религии и теологическим дискуссиям. Осенью 1872 года, через пять месяцев после первого знакомства с медиумизмом, он рассказал знакомым о своем первом опыте левитации.

### Медиумизм преподобного Стейнтона Мозеса
По свидетельству очевидцев, в присутствии Стейнтона-Мозеса происходили необъяснимые явления, как минимум десяти видов — в частности, раздавались стуки (разной силы), звучала музыка (этим пользовались, как утверждалось, «более развитые» духи), возникали всполохи света, таинственным образом проникавшего через стены и поверхности предметов. Временами в комнате появлялись клубы светящегося пара, которые, сгущаясь, принимали формы людей и предметов, а также странные и временами очень сильные ароматы, некоторые из которых идентифицировать присутствующим не удавалось.
Особое впечатление на присутствующих производила музыка, которая (как свидетельствовал Ч. Т. Спиэр), судя по всему, не извлекалась из известных человеку инструментов, и при этом исходила, судя по всему, от деревянных предметов, в частности, стола. Всеобщее внимание обращали на себя так называемые «колокольчики фей», которые были необычайно резкими, чистыми и мелодичными. При этом не звучало определенных мелодий, но звуки всегда были гармоничны и колокольчики «брали» ноты с необычайной точностью. Любопытно, что «духи» производили лишь отдельные звуки или коротные музыкальные фразы, объясняя это «немузыкальностью» самого медиума.

«Автоматические» послания «духи» оставляли не только для медиума, но и для других участников сеансов. Об одном таком случае рассказал Чарльз Т. Спиэр: 
Однажды общавшиеся с нами сущности попросили сделать перерыв в сеансе. Я спросил, нельзя ли мне в перерыве получить какое-нибудь сообщение на листке бумаги с соблюдением тестовых условий. Получив утвердительный ответ, я вырвал лист из своего блокнота и — никого из участников кружка не поставив о том в известность, — оставил на нём дату, инициалы и особый знак в углу. Когда все перешли из столовой в гостиную, я отнес лист в кабинет, положил вместе с карандашом под стол, опустил жалюзи на окнах, замкнул дверь и положил ключ в карман. Взгляда с запертой двери я не спускал до тех пор, пока не вошел в комнату. К своему удовлетворению я обнаружил послание, совершенно отчетливо начертанное на листе. Могу поручиться за то, что никто не заходил в кабинет до тех пор, пока сам я не отомкнул запертую дверь и потому всегда считал этот частный случай «духовного письма» убедительно доказанным. Оригинальный текст (англ.)On one occasion we were told to cease for a time and resume the seance later on. I asked the communicating intelligences if they would during the interval give me a sample of direct writing under test conditions. Having received an affirmative reply, I procured a piece of my own note- paper, and, unknown to the other members of the circle, I dated and initialled it, and also put a private mark in a corner of the sheet. The others having retired from the dining to the drawing room, I placed my piece of paper with a pencil under a table in the study, and having thoroughly searched the room, I barred the shutters, bolted and locked the door, and put the key in my pocket. I did not lose sight of the door until I re-entered, when to my great satisfaction I found a message clearly written on the paper. As we had not been sitting in the study, and as I can positively aver that no one entered the room after I had left it until I myself unlocked the door, I have always considered this particular instance of direct spirit writing as a most satisfactory and conclusive test.Чарльтон Тейплмен Спиэр
Сила медиумических способностей Стейнтона Мозеса, если верить свидетельствам очевидцев, была такова, что иногда от стуков сотрясался весь дом. Исследователь Э. У. Кокс в книге «What am I?» (1873-74) рассказал о том, как в присутствии Мозеса раскачивался и подпрыгивал огромный старый стол из красного дерева размером шесть на девять футов, который до этого с трудом передвигали двое физически сильных мужчин. Кокс был свидетелем третьего в истории Стейнтона Мозеса случая левитации: у него на глазах медиума подбросило в воздух — сначала на стол, затем со стола — на диван, стоявший рядом. При том, что движение было резким и быстрым, Стейнтон Мозес не получил ушибов и не испытал боли.
Время от времени в спальне медиума разнообразные предметы самопроизвольно располагались в форме креста. Часто в его присутствии наблюдались аппорты: появлялись посторонние предметы, перенесенные, как правило, из другой части дома — причем через запертые двери и непроницаемые стены. Иногда происхождение приносимых предметов так и оставалось неразгаданным. В его коллекции, в частности, были неизвестно откуда появившиеся распятия из слоновой кости, кораллы, жемчуг и даже драгоценные камни. Даром материализации, судя по всему, Стейнтон Мозес не обладал: лишь изредка за его спиной образовывались колонны светящегося пара, принимавшие формы, которые напоминали человеческие фигуры.
Кружок, с которым сотрудничал медиум, был невелик: его постоянными участниками были супргуи Спиэр и Ф. У. Персиваль. Частыми посетителями были Серджент Кокс, У. Х. Харрисон, доктор Томпсон, миссис Гарратт, миссис Биркетт и Уильям Крукс. Как правило, невидимые сущности крайне негативно реагировали на появление незнакомцев.
Для «духов», судя по всему, физические проявления медиумизма не имели первостепенного значения: они соглашались демонстрировать их лишь в качестве доказательства собственной реальности, а также, чтобы убедить присутствующих в истинности «автоматических» посланий.

### Отношения с ОПИ
Репутация Стейнтона Мозеса была до такой степени безупречна, что Эндрю Лэнг однажды указал оппонентам его указать на то, что «в данном случае, мошенничество — как с моральной так и с физической точки зрения — в большей степени невероятно, чем сами демонстрируемые явления».
В «Анналах ОПИ» («Proceedings of the Society for Psychical Research» (т. 9, ч. 25), сохранился отчет Фредерика У. Майерса со следующим выводом: «…Предположение о том, чтобы мистер Мозес способен был бы всё это произвести нечестным путём, я отметаю — как по моральным соображениям, так и в силу физической невозможности. Таким образом, я считаю явления, о которых сделал отчет, реальными — и при этом сверхъестественными».
Единственным исследователем, осмелившимся обвинить Мозеса в фокусничестве, был Фрэнк Подмор, который заподозрил, что «духовное свечение» на его сеансах могло быть инсценировано с помощью «бутылок с фосфоресцентным маслом». При этом, в доказательство своей теории, в «Анналах ОПИ» («Proceedings of the SPR», т. 11, стр. 45) он процитировал самого Мозеса, который говорил: «Внезапно из-под меня судя по всему из-под стола поднялись клубы светящегося дыма, словно бы фосфорического…» Однако многие тут же указали Подмору на то, что Мозес, будь он мошенником, вряд ли стал бы в самом описании разоблачать себя подобным сравнением. Сам Подмор впоследствии вынужден был признать: «…Возможность, что Стэйнтон Мозес, будучи в здравом уме, стал бы сознательно и на протяжении долгого времени заниматься фокусами исключительно ради удовольствия дурачить круг близких друзей… представляется маловероятной».

### Общественная и организаторская деятельность
Стейнтон Мозес принимал активное участие в организации обществ — в основном, посвященных исследованию спиритуализма и связанным с ним явлений. Он был одним из основателей Британской национальной ассоциации спиритуалистов в 1873 году, а также принял участие в работе Психологического общества Великобритании, возникшего в 1875 году.
В 1882 при его участии было создано Общество психических исследований. В 1884 году с Эдмундом Роджерсом Стейнтон Мозес основал Лондонский альянс спиритуалистов и стал его первым президентом, оставаясь на этом посту до самой своей смерти.

### Автоматические послания
Свои «автоматические послания» Стейнтон Мозес записывал, как правило, в состоянии полного бодрствования, не входя в транс. Тон по отношению к нему со стороны «духов» был почтительный и уважительный. Но время от времени авторы отпускали в отношении него критические замечания самого язвительного толка: возможно, по этой причине медиум никому не давал при жизни прочитывать свои записи. Есть данные о том, что у него имелся отдельный личный блокнот, который по каким-то причинам не сохранился.
Письменное общение Стейнтона Мозеса с «духами» происходило в форме диалогов. При жизни медиум не открывал имен тех персонажей древности, за которых выдавали себя общавшиеся с ним сущности, впервые они были обнародованы в книге А. У. Третьюи (англ. A. W. Trethewy) «The Controls' of Stainton Moses». Судя по всему, нежелание афишировать имена своих «коммуникаторов» было благоразумным: сам по себе этот список мог бы вызвать скандал в церковном сообществе. Более того, Стейнтон Мозес и сам долгое время относился скептически к истинности заявлений своих собеседников, и лишь по прошествии многих лет объявил, что верит их самоидентификации.
Судя по всему, Стейнтона Мозеса использовала в качестве медиума организованная группа общей численностью в 49 «духов», каждый из которых обладал особенным почерком и стилем общения. Предводитель этого сообщества называл себя «Императором», но при этом утверждал, что является пророком Малахией и в свою очередь руководим «Илией», представлявшимся также как «Прецептор» (Preceptor). Последний, как сам он утверждал, напрямую общался с Иисусом.
В числе персонажей, регулярно общавшихся со Стейнтоном Мозесом, были: «Хаггай» (Пророк), «Даниил» (Ватес), «Иезекиль», Иоанн-Креститель (Теолог), а также группа древнегреческих философов. Лишь в XIV книге записей Стейнтон Мозес признал, что верит в то, что все эти духи — именно те, за кого себя выдают. Во вступлении к «Учениям Духов», он написал:

Имя Господа всегда писалось с заглавной буквы и медленно, словно бы с особой почтительностью. Содержание посланий было чисто и возвышенно, и в основном имело прикладной, личный характер, предназначаясь для того, чтобы наставлять и направлять меня. Могу сказать, что на протяжении всего времени, пока я получал эти послания, вплоть до 1880 года без перерыва, не было ни единого легкомысленного замечания, ни одной попытки осмеяния или намека на вульгарность, ни одного ложного или обманчивого (насколько я мог судить об этом — в том числе, задним числом); ничего такого, что вступало бы в диссонанс с высокой целью, вновь и вновь подчеркивавшейся, — целью просвещения и просветления. Судя их так, как хотел бы чтобы судили меня, — утверждаю: действительно были теми, за кого себя выдавали. Слова их были искренними и служили трезвой, серьёзной цели.
Оригинальный текст (англ.)The name of God was always written in capitals, and slowly and, as it  seemed, reverentially. The subject matter was always of a pure and elevated   character, much of it being of personal application, intended for my own   guidance and direction. I may say that throughout the whole of these written   communications, extending in unbroken continuity to the year 1880, there is no   flippant message, no attempt at jest, no vulgarity or incongruity, no false or   misleading statement, so far as I know or could discover; nothing incompatible   with the avowed object, again and again repeated, of instruction,   enlightenment and guidance by spirits fitted for the task. Judged as I should   wish to be judged myself, they were what they pretended to be. Their words   were words of sincerity and of sober, serious purpose.

Время от времени Стейнтон Мозес преисполнялся сомнениями, понимая, что не в состоянии доказательно идентифицировать личность того или иного древнего «духа». «Император» по этому поводу выдвинул следующее предложение: заявление, истинность которого проверить невозможно, может быть принято на веру в том случае, если истинными окажутся те заявления того же духа, которые проверить возможно. Для таких «тактических» целей вызывались более «современные» духи, в некоторых случаях приводимые доказательства оказывались удовлетворительными, и медиум в конечном итоге признал логичным аргумент «Императора».
Стейнтон Мозес отдавал себе отчёт в том, что какую-то роль во всем этом мог играть его собственный мозг. Он писал:
Это интересная тема для размышления - о том, насколько мои собственные мысли могли влиять на ход наших бесед. Я изо всех сил пытался предотвратить любую возможность такого внедрения. Поначалу рука моя двигалась медленно и требовалось провожать её взглядом, но даже тогда записывавшиеся мысли не были моими собственными. Очень скоро послания приняли такой характер, что у меня не осталось никаких сомнений в том, что излагавшиеся там суждения противоречат моим собственным. Постепенно я выработал способность занимать мозг посторонними вещами, пока продолжалось движение руки и научился читать какую-нибудь глупую книжку не требовавшую приложения мысли, пока текст выходил из-под руки. Послания, таким образом написанные, растягивались на многие страницы и на всем их протяжении не было исправлений, не было нарушений в построении и часто наблюдалась сдержанная оживленность и красота стиля.
Как отмечает Нандор Фодор («Энциклопедия психической науки»), поскольку о возможностях человеческого подсознания в то время было почти ничего не известно, Стейнтон Мозес не мог заподозрить, что подобные драматизированные инсценировки могли рождаться в глубинах его собственного разума, без прямого участия сознания.

### Последние годы
По свидетельству людей, знавших Стейнтона-Мозеса, жизнь его — если не считать удивительных явлений, демонстрировавшихся им в ходе сеансов, — была обыденна и проста.
При этом он обладал выдающимися качествами исследователя: живым интересом ко всему необъяснимому, глубоким аналитическим умом, блестящей логикой (которую он в полной мере использовал в публичной словесной дуэли с доктором Карпентером, главным обличителем спиритуализма в Британии) и необычайной трудоспособностью, которая помогала ему — помимо всего прочего, переписываться с сотнями респондентов из разных стран мира.
Чарльз Т. Спиэр так писал о своем учителе и друге:
Он во всём был предельно честен. Он никогда не считал потерянным то время, которое уходило у него на ответы на вопросы и общение с людьми, жаждавшими познать истину… Следует отметить, однако, что при том что по многим причинам Стейнтон-Мозес был персоной исключительно публичной, он ненавидел популярность, терпеть не мог произносить речи или председательствовать на собраниях.
В последние годы Уильям Стейнтон Мозес был главным редактором журнала Light. Отойдя от активной медиумистской деятельности, он, тем не менее, до самой своей кончины сохранял способность к автоматическому письму.
В 1892 году Уильям Стейнтон-Мозес несколько раз перенес грипп: это окончательно подорвало его и без того слабое здоровье. Он умер 5 сентября 1892 года.
Все свои рукописи Стейнтон Мозес по завещанию оставил друзьям: К. К. Мэсси и Ал. А. Уоттсу. Они передали их Фредерику У. Майерсу, который опубликовал их подробный анализ в «Анналах ОПИ» (тома 9 и 11).

## Основные работы
- «Spirit Identity»(1879)
- «Psychograpy» (1882)
- «Spirit Teachings» (1883)
- «Higher Aspects of Spiritualism» (1880)